# Liste der denkmalgeschützten Objekte in Haslau-Maria Ellend
Die Liste der denkmalgeschützten Objekte in Haslau-Maria Ellend enthält die 6 denkmalgeschützten, unbeweglichen Objekte der Gemeinde Haslau-Maria Ellend.

## Denkmäler
| Foto |                 | Denkmal                                                                             | Standort                                                                     | Beschreibung | Metadaten |
| ---- | --------------- | ----------------------------------------------------------------------------------- | ---------------------------------------------------------------------------- | --- | --- |
| ja   | Datei hochladen | Wallfahrtsanlage HERIS-ID: 15172 Objekt-ID: 11412                                   | bei Bahnhofplatz 6 Standort KG: Haslau an der Donau                          | 1910 errichtet, finden sich im Inneren der als Park angelegten Anlage Kreuzwege, Rosenkranzwege, eine Lourdesgrotte und weitere kleinere Sakralbauten.                  | BDA-Hist.: Q37771658 Status: § 2a Stand der BDA-Liste: 2025-06-30 Name: Wallfahrtsanlage GstNr.: 1023                                                                           |
| ja   | Datei hochladen | Bildstock HERIS-ID: 15195 Objekt-ID: 11435                                          | bei Birkengasse 2 Standort KG: Haslau an der Donau                           | Bildstock an der Ortseinfahrt. | BDA-Hist.: Q37771987 Status: § 2a Stand der BDA-Liste: 2025-06-30 Name: Bildstock GstNr.: 534                                                                                   |
| ja   | Datei hochladen | Bildstock HERIS-ID: 15194 Objekt-ID: 11434                                          | Hauptstraße 59, östlich, auf der Grünfläche Standort KG: Haslau an der Donau | Mitte des 17. Jahrhunderts erbaut, der obere Teil zeigt ein Relief Jesu Christi am Kreuz und den Schutzheiligen gegen die Pest und andere Seuchen Sebastian und Rochus. | BDA-Hist.: Q37771948 Status: § 2a Stand der BDA-Liste: 2025-06-30 Name: Bildstock GstNr.: 304                                                                                   |
| ja   | Datei hochladen | Kath. Filialkirche Hl. Familie, sog. Fischerkirche HERIS-ID: 15193 Objekt-ID: 11433 | Kirchengasse 3a Standort KG: Haslau an der Donau                             | 1960 nach den Plänen von Robert Kramreiter errichtet und durch Franz Jachym der Heiligen Familie geweiht.                                                               | BDA-Hist.: Q37771930 Status: § 2a Stand der BDA-Liste: 2025-06-30 Name: Kath. Filialkirche Hl. Familie, sog. Fischerkirche GstNr.: 137 Fischerkirche Haslau                     |
| ja   | Datei hochladen | Figurenbildstock HERIS-ID: 15171 Objekt-ID: 11411                                   | gegenüber Hauptplatz 7 Standort KG: Maria Ellend                             | Statue des Josef von Nazaret auf toskanischer Säule mit der Bezeichnung 1741                                                                                            | BDA-Hist.: Q37771632 Status: § 2a Stand der BDA-Liste: 2025-06-30 Name: Figurenbildstock GstNr.: 17/2                                                                           |
| ja   | Datei hochladen | Pfarr- und Wallfahrtskirche Unsere Liebe Frau HERIS-ID: 15170 Objekt-ID: 11410      | Wienerstraße 10a Standort KG: Maria Ellend                                   | Die Wallfahrtskirche wurde 1771 errichtet und ist Unserer Lieben Frau geweiht.                                                                                          | BDA-Hist.: Q37771611 Status: Bescheid Stand der BDA-Liste: 2025-06-30 Name: Pfarr- und Wallfahrtskirche Unsere Liebe Frau GstNr.: 5, 6 Pfarr- und Wallfahrtskirche Maria Ellend |